# Sechs Vilâyets

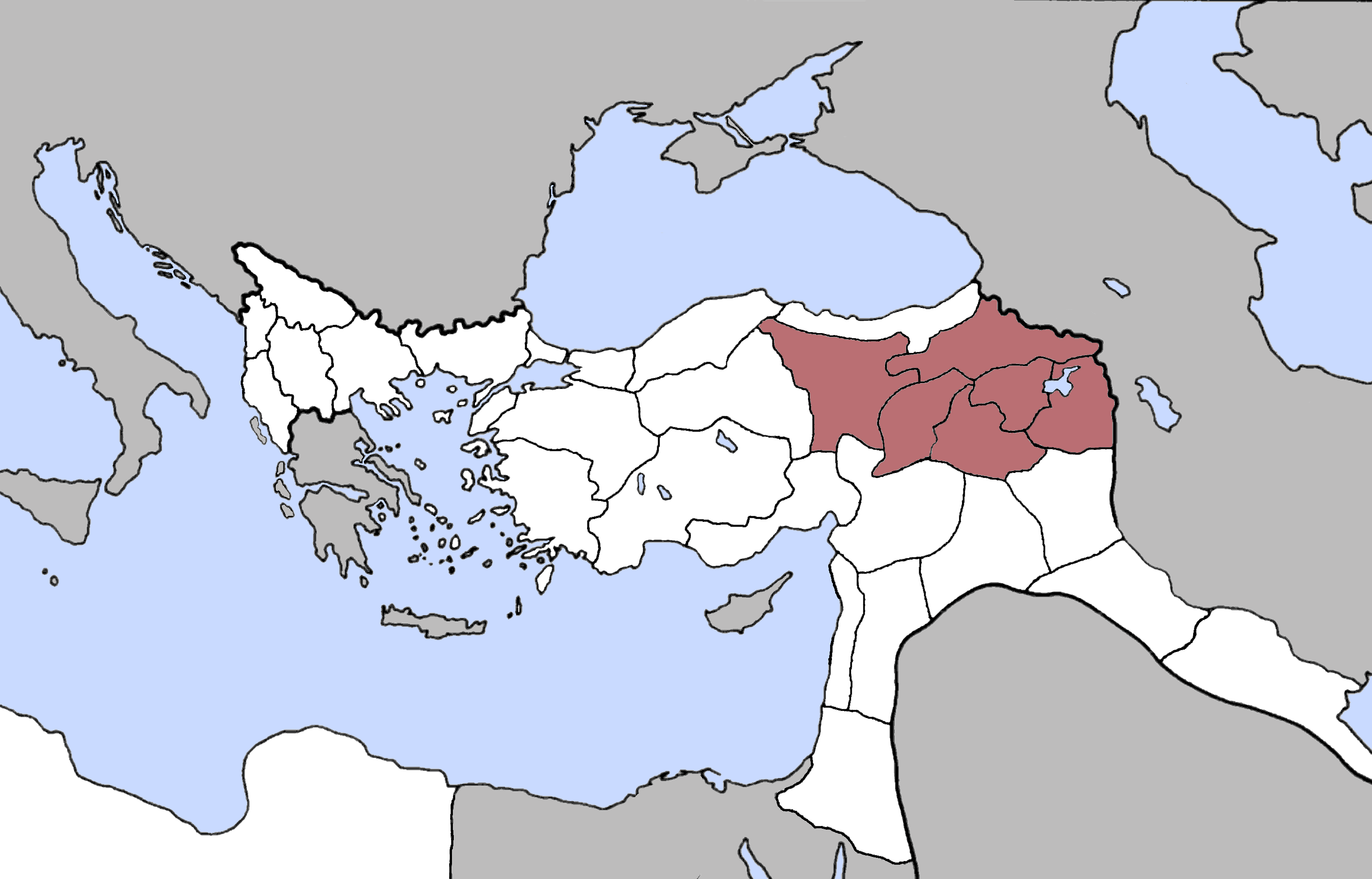
Die Sechs Armenischen Provinzen im frühen 20. Jahrhundert

Die Sechs Armenischen Vilâyets oder Sechs Provinzen (osmanisch ولايت سته İA Vilâyat-ı Sitte; armenisch Վեց հայկական վիլայեթներ Wez’ hajkakan wilajet'ner; modernes türkisch Altı vilâyet, Altı Ermeni ili) waren die armenisch bevölkerten Provinzen (Vilâyets) des Osmanischen Reiches:
- Van
- Erzerum
- Mamuretül-Aziz
- Bitlis
- Diyarbakır
- Sivas

Der Begriff Sechs Armenische Provinzen wurde erstmals auf dem Kongress von Berlin von 1878 verwendet. Auch wenn die Armenier spätestens im 20. Jahrhundert in keinem Vilâyet mehr die Bevölkerungsmehrheit stellten (allerdings in einigen Regionen die größte Bevölkerungsgruppe) war diese Region als Westarmenien bis zum Völkermord an den Armeniern 1915 das Hauptsiedlungsgebiet der Armenier neben Ostarmenien (das Gebiet der heutigen Republiken Armenien und Arzach in Bergkarabach).

## Bevölkerung

### Volksgruppen

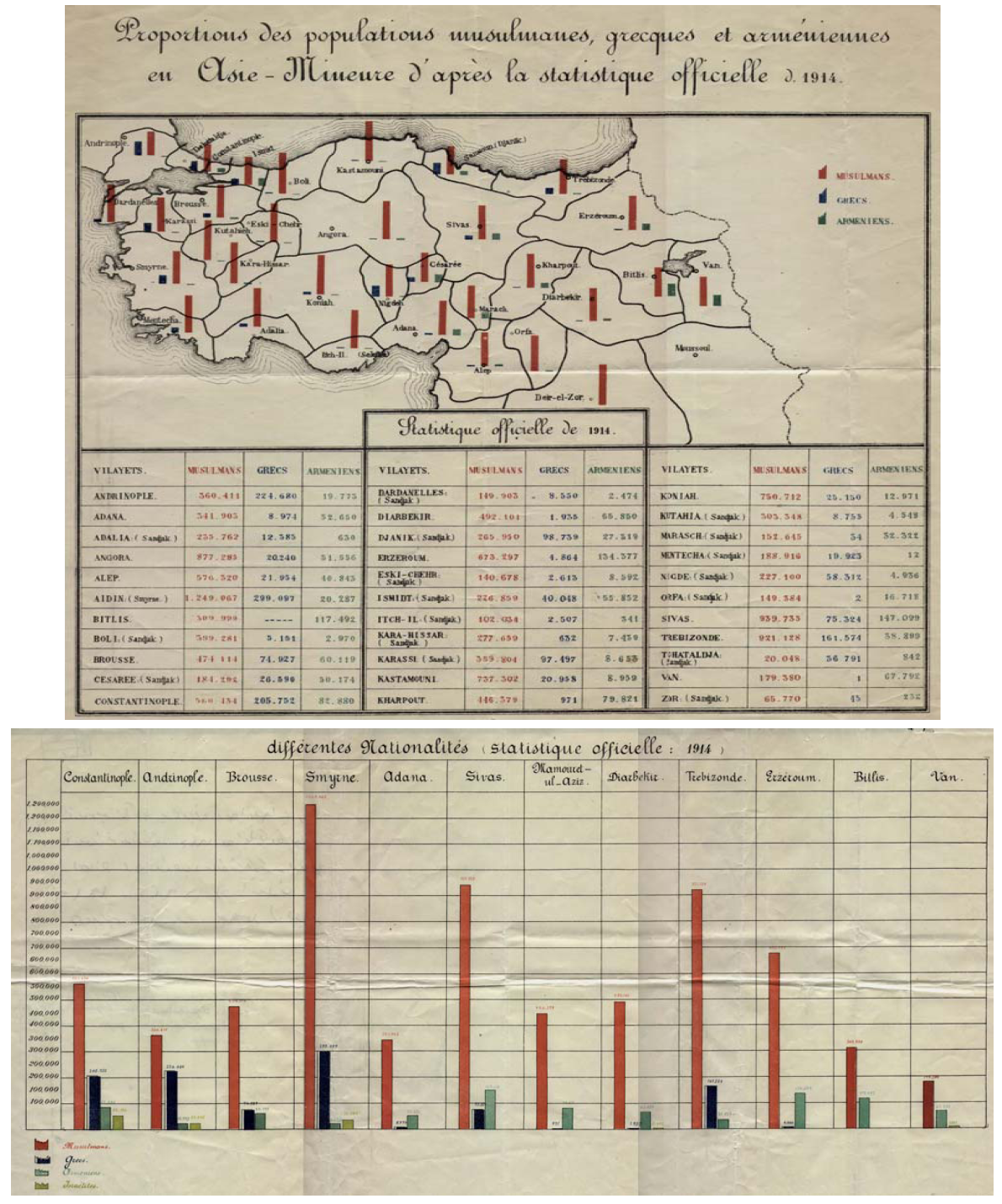
Armenische Bevölkerung des Osmanischen Reiches nach Angaben der offiziellen Volkszählung 1914

Verschiedene Versionen über die Bevölkerungsstatistiken werden unten angezeigt.
Armenisches Patriarchat von Konstantinopel 1912:
Die Analyse schließt bestimmte Teile dieser Provinz aus, in denen die Armenier nur einen sehr kleinen Anteil bildeten. Diese Teile waren folgende: um Hakkâri im Vilâyet Van; südöstlich von Siirt im Vilâyet Bitlis; der Süden des Vilâyets Diyarbakır; der Süden von Malatya im Vilâyet Mamuretül-Aziz; der Nordwesten und Westen des Vilâyets Sivas.
| Ethnie | Bitlis  | Diyarbakır | Erzerum | Mamuretül-Aziz | Sivas   | Van     | Gesamt    | Anteil |
| --- | ------- | ---------- | ------- | -------------- | ------- | ------- | --------- | ------ |
| Armenier | 180.000 | 105.000    | 215.000 | 168.000        | 165.000 | 185.000 | 1.018.000 | 38,9 % |
| Türken1 | 48.000  | 72.000     | 265.000 | 182.000        | 192.000 | 47.000  | 806.000   | 30,8 % |
| Kurden2 | 77.000  | 55.000     | 75.000  | 95.000         | 50.000  | 72.000  | 499.000   | 19,1 % |
| Andere3 | 30.000  | 64.000     | 48.000  | 5.000          | 100.000 | 43.000  | 290.000   | 11,1 % |
| Gesamt | 382.000 | 296.000    | 630.000 | 450.000        | 507.000 | 350.000 | 2.615.000 | 100 %  |
| 1 ohne Kizilbasch 2 ohne Zazas 3 Assyrer (Nestorianer, Jakobiten, Chaldäer), Tscherkessen, Griechen, Jesiden, Perser, Lasen, Roma |         |            |         |                |         |         |           |        |

Offizielle osmanische Volkszählung 1914:
Die Osmanische Volkszählung gibt keine Information über verschiedene muslimische Volksgruppen wie Türken, Kurden, Tscherkessen etc.
Die meisten westlichen Gelehrten stimmen darin überein, dass die offizielle osmanische Volkszählung die Zahl der ethnischen Minderheiten unterschätzt, darunter die Anzahl der Armenier. Faktisch definierte die osmanische Volkszählung keine einzige Volksgruppe, nur Religionsgruppen. So bedeutete Armenier, Anhänger der armenisch-apostolischen Kirche. Ethnische Armenier, die sich als Muslime bezeichneten, wurden als Muslime gezählt, Armenische Protestanten wiederum als andere.
| Ethnie   | Bitlis  | Diyarbakır | Erzerum | Mamuretül-Aziz | Sivas     | Van     | Gesamt    | Anteil |
| -------- | ------- | ---------- | ------- | -------------- | --------- | ------- | --------- | ------ |
| Muslime  | 309.999 | 492.101    | 673.297 | 446.376        | 939.735   | 179.380 | 3.040.888 | 79,6 % |
| Armenier | 119.132 | 65.850     | 136.618 | 87.862         | 151.674   | 67.792  | 628.928   | 16,5 % |
| Andere   | 44.348  | 4.020      | 5.797   | 4.047          | 78.173    | 11.969  | 148.354   | 3,9 %  |
| Gesamt   | 473.479 | 561.971    | 815.712 | 538.285        | 1.169.582 | 259.141 | 3.818.170 | 100 %  |

Maps
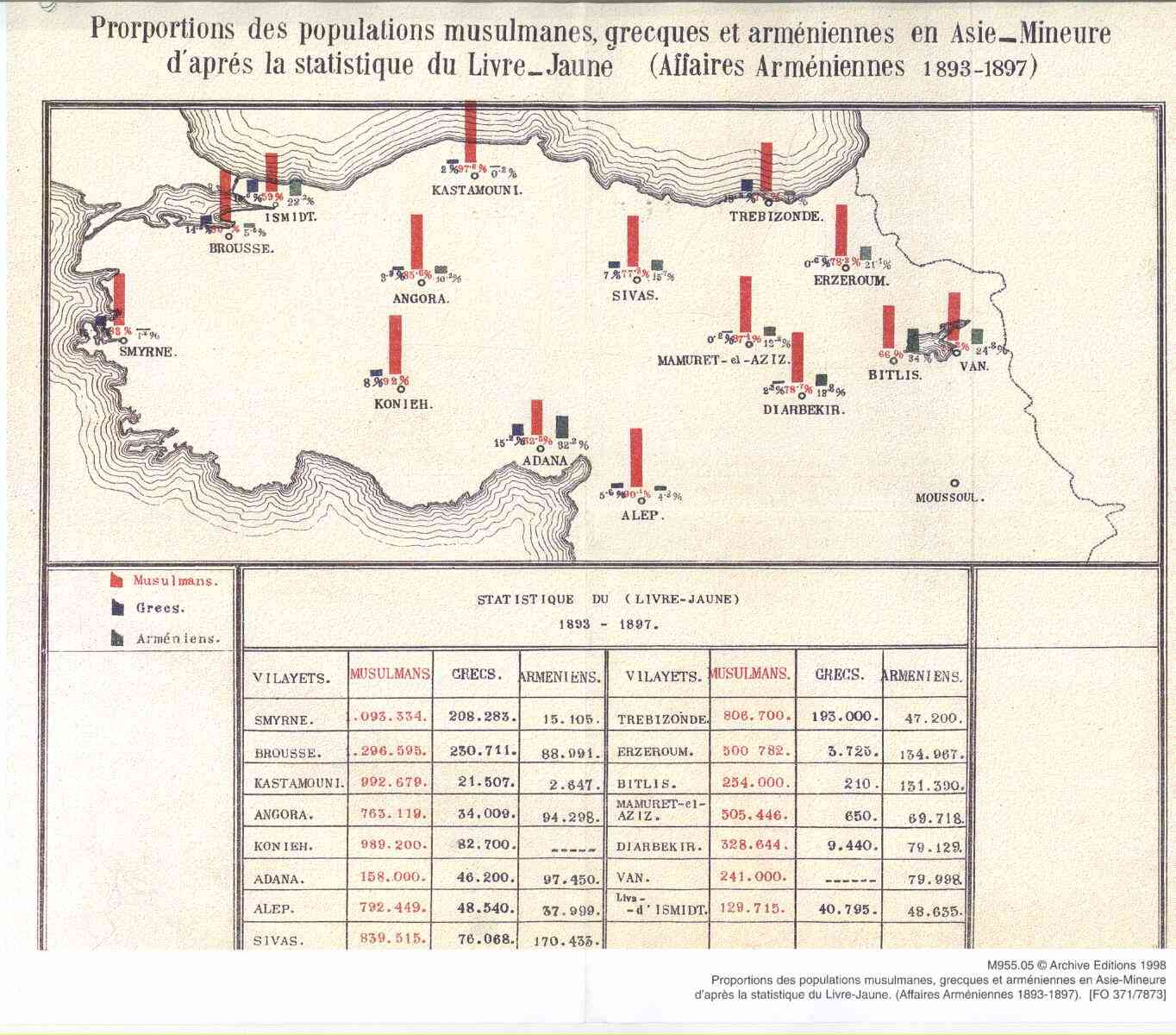
Armenische Bevölkerung, 1893–1896
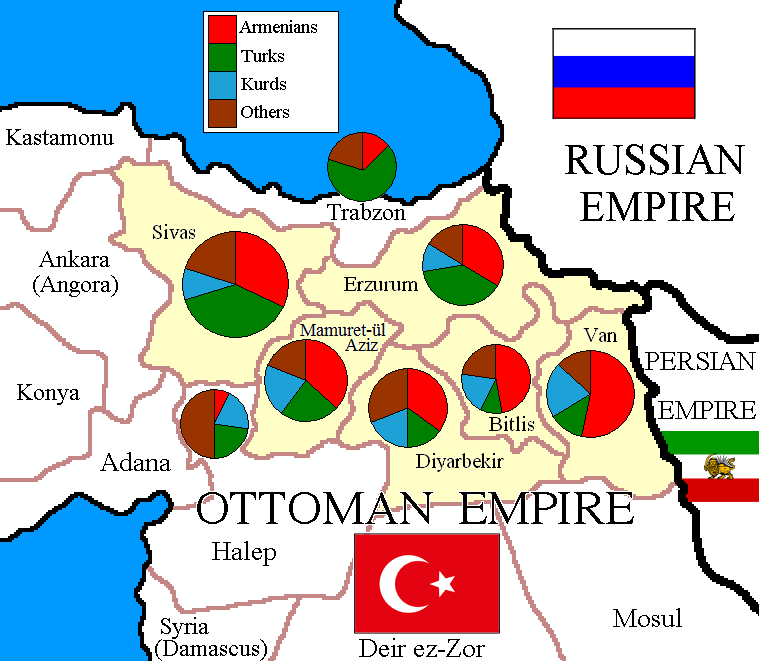
Ethnische Karte der Sechs Vilâyets (Westarmenien) gemäß dem Armenischen Patriarchat von Konstantinopel 1912
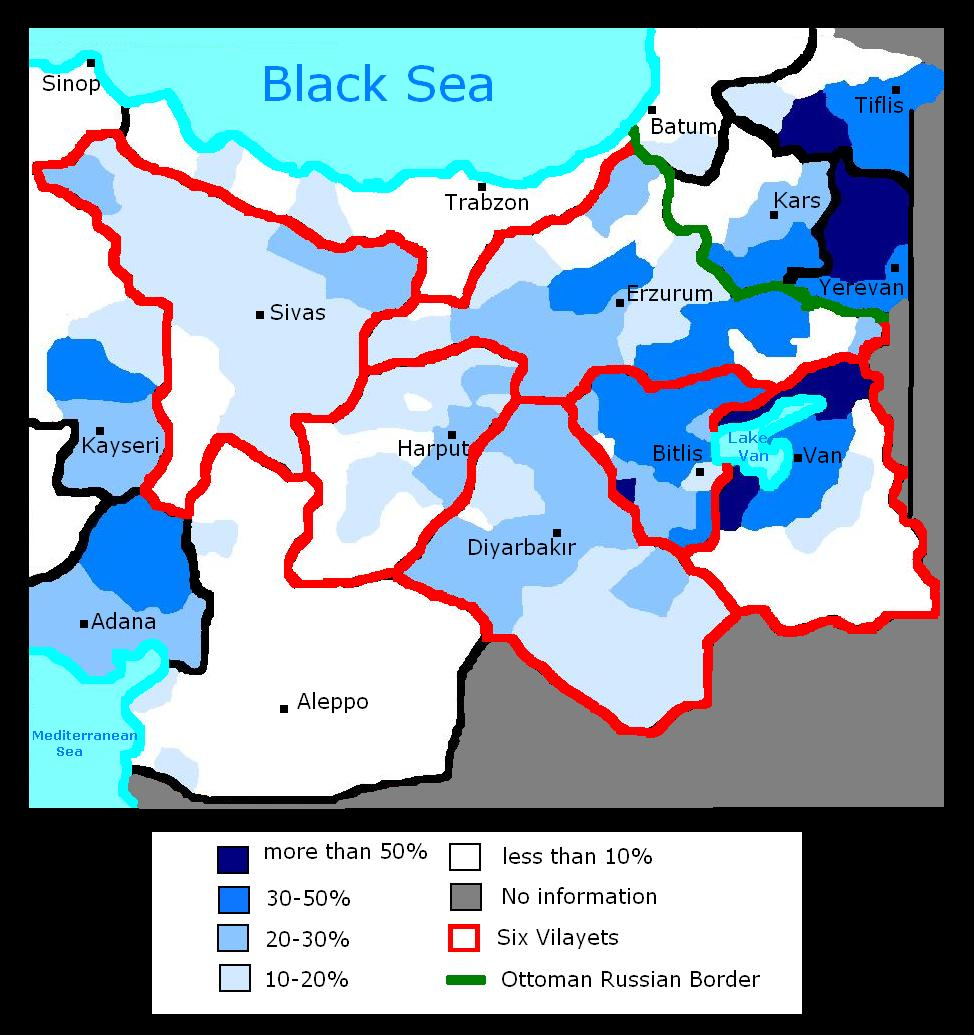
Armenische Bevölkerung in den sechs Vilâyets.